# Ios
Íos (en griego Ίος, Íos, localmente Νιός, Niós) es una isla griega en el archipiélago de las Cícladas del mar Egeo. Su nombre en la antigüedad era Φοινίκη (Phoenice). Se trata de una isla montañosa, con acantilados hasta el mar en la mayor parte de su territorio. La población era de 2024 habitantes según el censo de 2011, pero llegó a tener 3500 en el siglo XIX. Ios es parte de la unidad periférica de Thera. Por otra parte, escenas de la película El gran azul (Le Grand Bleu) fueron rodadas en Manganari, al sur de la isla.

## Ubicación
Está situada a medio camino entre las islas de Naxos y Santorini. Dispone de una superficie que tiene unos 18 km de largo por 10 kilómetros de ancho, con un área total de 109 km² aproximadamente. Paros se encuentra a 22,5 km y Naxos a menos de 19 km, ambas al norte. Amorgos se encuentra a 22 km al este y Santorini 18 kilómetros al sur. Pertenece al grupo de las islas pequeñas de las Cícladas orientales con Iraklia a 10 km al noreste y Síkinos a 6.5 kilómetros al oeste como las islas más cercanas.
Siendo una isla carente de aeropuerto (el más cercano se encuentra en Paros), la única forma de llegar es por mar con los transbordadores que llegan al pequeño puerto situado estratégicamente en una cala (en el lado oeste de la isla) que hace que las aguas en esa zona estén bastante tranquilas y frías, incluso en los días en que la brisa del norte, llamada Meltemi, es particularmente fuerte. Esta ventaja ha hecho que los marineros la llamaran la Pequeña Malta.

### Khora

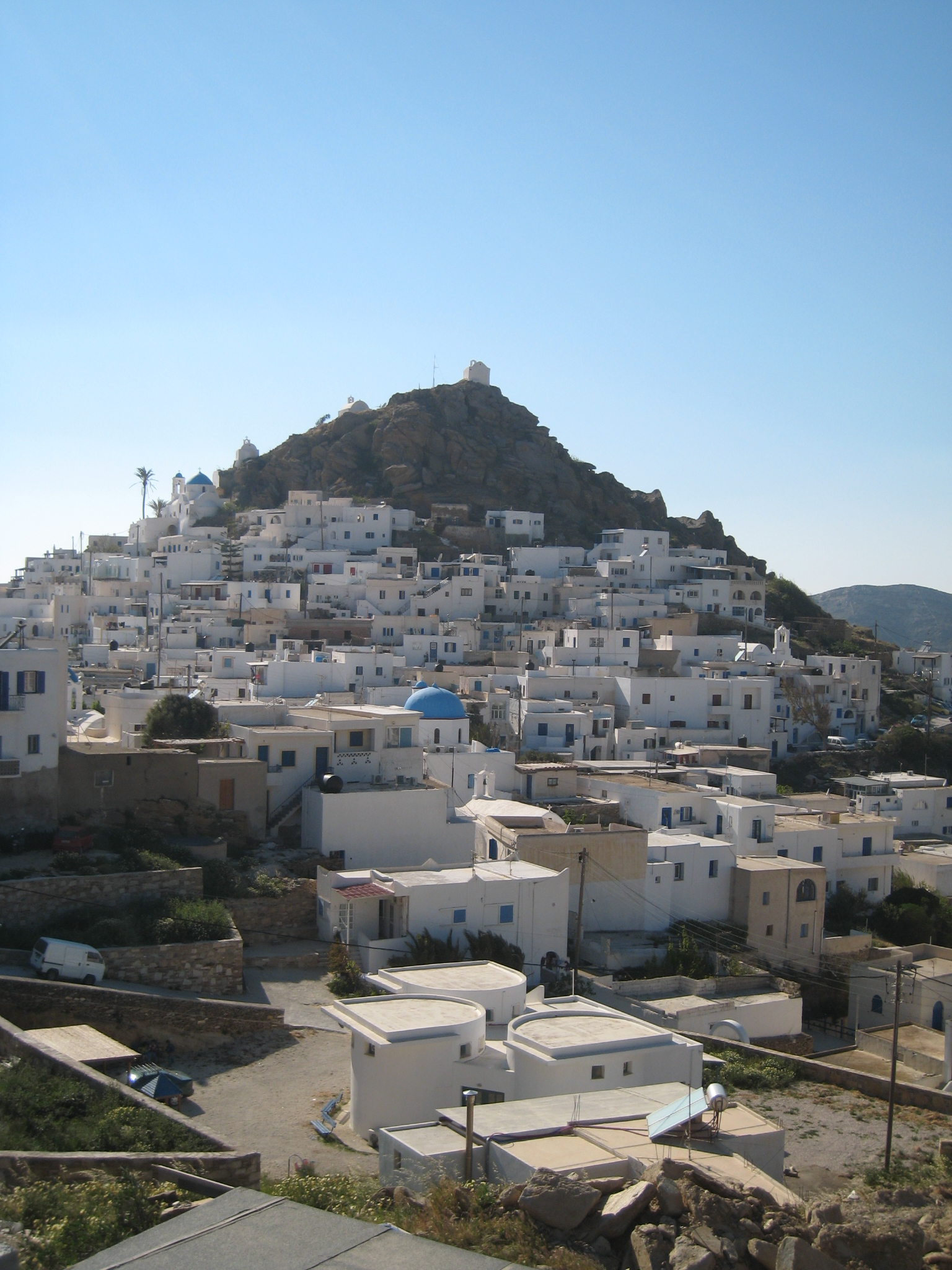
Vista de Íos

El pueblo de Íos o Nio estaba al oeste de la isla y tenía un buen puerto. La capital moderna, Khora (palabra griega usada en cada isla para referirse al pueblo principal), fue levantada al lado de la antigua, bajo un castillo medieval (construido en el siglo XV por los venecianos); del pueblo antiguo quedan algunas ruinas; Khora tiene un pequeño museo arqueológico y está formada por dos partes, la villa de Khora y el puerto.
El puerto está en la cabeza de la bahía de Ormos en el noroeste de la isla. Desde allí se llega hasta el pueblo en un autobús o dando un paseo de 15 minutos por un sendero empinado. Este es un pueblo típico de las islas Cícladas, blanco y muy pintoresco, lleno de escaleras y estrechos caminos, que lo convierten en inaccesible para los vehículos de cualquier tipo. En la actualidad, la calle principal que atraviesa el pueblo está totalmente tomada por el turismo en términos de bares, cafeterías, restaurantes, tiendas y discotecas.

### Geografía y geología
La forma de Ios se asemeja a un rectángulo. El eje más largo está en la dirección NO, desde el cabo Karatza hasta la península de Achlades y tiene una longitud de 17,5 km, mientras que el eje más largo, en la dirección SE, tiene una longitud de 14 km. Ios tiene 86 km de costa, de los cuales 32 km son playas de arena. La elevación más alta (723 m) es el pico Kastro (Κάστρο) también llamado Pyrgos (Πύργος), ubicado en el centro de la isla, mientras que alrededor se encuentran los siguientes tres picos más altos: Xylodema (Ξυλόδεα) ( 660m), Kostiza (Κοστίζα) (586m) y Prophetis Elias (Προφήτης Ηλίας) (490m). La isla está formada principalmente de rocas compuestas de esquistos, cuarzo y mármol.

## Etimología
No hay una teoría concreta sobre el origen del nombre "Íos", según Plutarco, se pensaba que el nombre derivaba de la antigua palabra griega para referirse a las violetas "Ία" (Ia) pues se encontraban comúnmente en la isla y ha sido la etimología más aceptada. Otros dicen que el nombre se deriva de la palabra fenicia "iion", que significa "pila de piedras", pero Plinio el Viejo escribe que el nombre proviene de los jonios que vivían en la isla. En los antigüedad, la isla también se llamaba "Φοινίκη" (Phiniki), llamada así por los fenicios y en el siglo III, cuando la isla se unió a la Liga de los Isleños probablemente fue nombrada temporalmente Arsínoe por la esposa de Ptolomeo II. En el período otomano, la isla se llamaba Anza o Aina, y su nombre actual se estableció oficialmente en el siglo XIX después de más de 2000 años de uso. Hoy los habitantes de las islas de las Cícladas llaman a la isla Nio, un nombre que deriva de la era bizantina. El nombre de Pequeña Malta, que se encuentra en los textos de los viajeros durante la dominación otomana, está relacionado con la presencia permanente de piratas en la isla. En idiomas con escritura latina, el nombre de la isla es Nio o Io.

## Historia
No hay datos exactos sobre el primer asentamiento en la isla, pero varios hallazgos arqueológicos en las tumbas Manganari en el sur lo han establecido en el tercer Milenio a. C. Hay indicios de asentamientos micénicos. La colonización griega tuvo lugar alrededor del 1000 a. C. y en los siglos V y IV a. C. Parece que los fenicios llegaron a la isla y mantuvieron su presencia hasta el siglo IX a. C. Ios pasó a ser jónica en algún momento después, como lo atestigua su membresía en la Anfictionía jónica. Desde el 534 a. C. la isla pagó un impuesto a Atenas. la isla perteneció a la Liga de Delos, a continuación, en el siglo III a. C. participó en la Liga de Corinto. Según una antigua tradición, la madre de Homero era de Íos y él mismo fue enterrado allí. De hecho la gente del lugar muestra a los visitantes el sitio de la antigua ciudad de Plakotos, en el extremo norte de la isla, donde puede ser vista la entrada a una tumba de roca. Con todo no hay evidencia física que conecte a esta con Homero. Bajo el dominio romano la isla tuvo su propia moneda.
Largos períodos de la historia de la isla no están documentados y es posible que haya estado deshabitada periódicamente debido a las sequías o incursiones de invasores esclavistas, en particular los sarracenos en el siglo VIII.
Íos fue conquistada varias veces por varios ejércitos y gobernantes. En primer lugar, los romanos tomaron el mando, tras la división del Imperio Romano la isla pasó a pertenecer a la esfera de influencia de Bizancio. Luego pasó a formar parte del Ducado del Archipiélago (o de Naxos) y en 1269 volvió a ser capturada por la flota bizantina bajo el mando de Licario; sin embargo, un año más tarde les fue arrebatada por el veneciano Dominico Schiavo. Después de su muerte en 1322 volvió al Ducado del Archipiélago. Tras la muerte del duque Jacobo I (1397-1418) gobernaron la isla sus hermanos (1397-1450), isla que mantuvieron sus descendientes hasta 1508. Durante este período parece que su población había disminuido mucho hasta el punto que su señor tuvo que repoblarla, en parte con albaneses cristianos. Como una dote de Adriana, la única hija del último gobernante de la isla, llegó Íos a 1508 en posesión del siciliano Alessandro Pisani. El gobierno de la dinastía siciliana terminó en 1537 cuando la isla fue anexionada al Imperio Otomano por el capitán pirata turco, Khair al-Din Barbarroja.
Aunque Ios no tenía una poderosa fuerza naval, fue una de las primeras islas en alzar la bandera de la revolución cuando comenzó la Guerra de Independencia griega en 1821. Participó en la batalla naval en Kusadasi el 9 de julio de 1821, así como en la Segunda Asamblea Nacional en Astros en 1823 y en la Tercera Asamblea Nacional en Troezen en 1827. La isla volverá a ser griega de nuevo en 1832. Durante la ocupación de Grecia en la Segunda Guerra Mundial, fue tomada por los italianos de 1941 a 1943, por los alemanes en 1943-1944 y por los británicos en 1944-1946. En los últimos tiempos Íos no ha tenido hechos históricos relevantes.

### Línea temporal
| Año                | Evento |
| ------------------ | --- |
| 3er milenio a. C.  | Primeros pobladores empiezan a vivir en la isla                                                                                      |
| 350 a. C.          | La isla acuña las primeras monedas con la imagen de Homero                                                                           |
| 314 a. C.          | La isla se une a la Liga de los isleños                                                                                              |
| 300 a. C. - 200    | Se convierte en parte del Imperio Romano                                                                                             |
| 286                | Se convierte en parte del Imperio Bizantino                                                                                          |
| 1207               | La isla es conquistada por los francos y se convierte en parte del Ducado de Naxos                                                   |
| 1269               | La isla es recuperada por el Imperio Bizantino                                                                                       |
| 1296               | La isla es conquistada por Domenico Schiavi y pasa a formar parte de su familia                                                      |
| 1335               | La isla es conquistada por segunda vez por el Ducado de Naxos                                                                        |
| 1371               | La isla está bajo el control de Francesco I Crispo y de su familia                                                                   |
| 1537               | La isla es ocupada por Khair al-Din Barbarroja pero permanece bajo el control de la familia Crispo                                   |
| 1558               | La isla es atacada por piratas causando que la mayoría de la gente se mude a otras islas                                             |
| 1566               | Después de la muerte del último Crispo, la isla se convierte en parte del Imperio Otomano y pasa bajo la administración de José Nasi |
| 1 de marzo de 1821 | Panagiotis Amoiradakis levanta la bandera de la revolución griega en Ios                                                             |
| 9 de julio de 1821 | La isla participa en la batalla naval de Kuşadası                                                                                    |
| 1830               | Ios se convierte en parte de Grecia                                                                                                  |
| 1941-1946          | Durante la 2ª Guerra Mundial la isla es ocupada sucesivamente por italianos, alemanes y británicos                                   |

## Atracciones turísticas

### Yacimiento de Skarkos

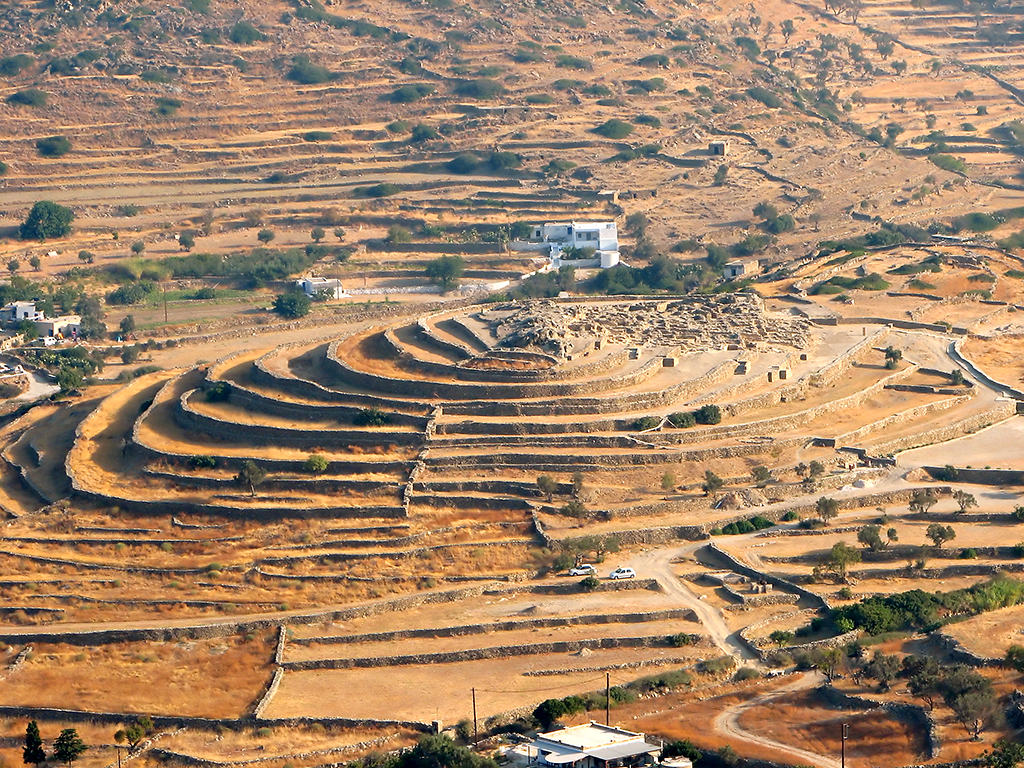
Yacimiento prehistórico de Skarkos

Las excavaciones en la colina de Skarkos han descubierto un asentamiento prehistórico, demostrando que Íos ha estado habitada desde la época cicládica temprana. La arquitectura en Skarkos se conserva en lugares determinados hasta una altura de casi tres metros. La mayoría de los edificios tienen dos plantas, suelo pavimentado de piedra y un sistema de alcantarillado. Existen unos restos numerosos y bien conservados de cerámica, pero también fueron descubiertas herramientas y utensilios de metal, piedra y hueso. Por desgracia, el yacimiento sigue estando en gran medida sin estudiar. En 2008 Íos fue una de las seis localidades europeas (de un total de 109 candidatas) galardonada con el Premio del Patrimonio Cultural de la Unión Europea por sus esfuerzos excepcionales de conservación en el yacimiento arqueológico de Skarkos.

### Tumba de Homero

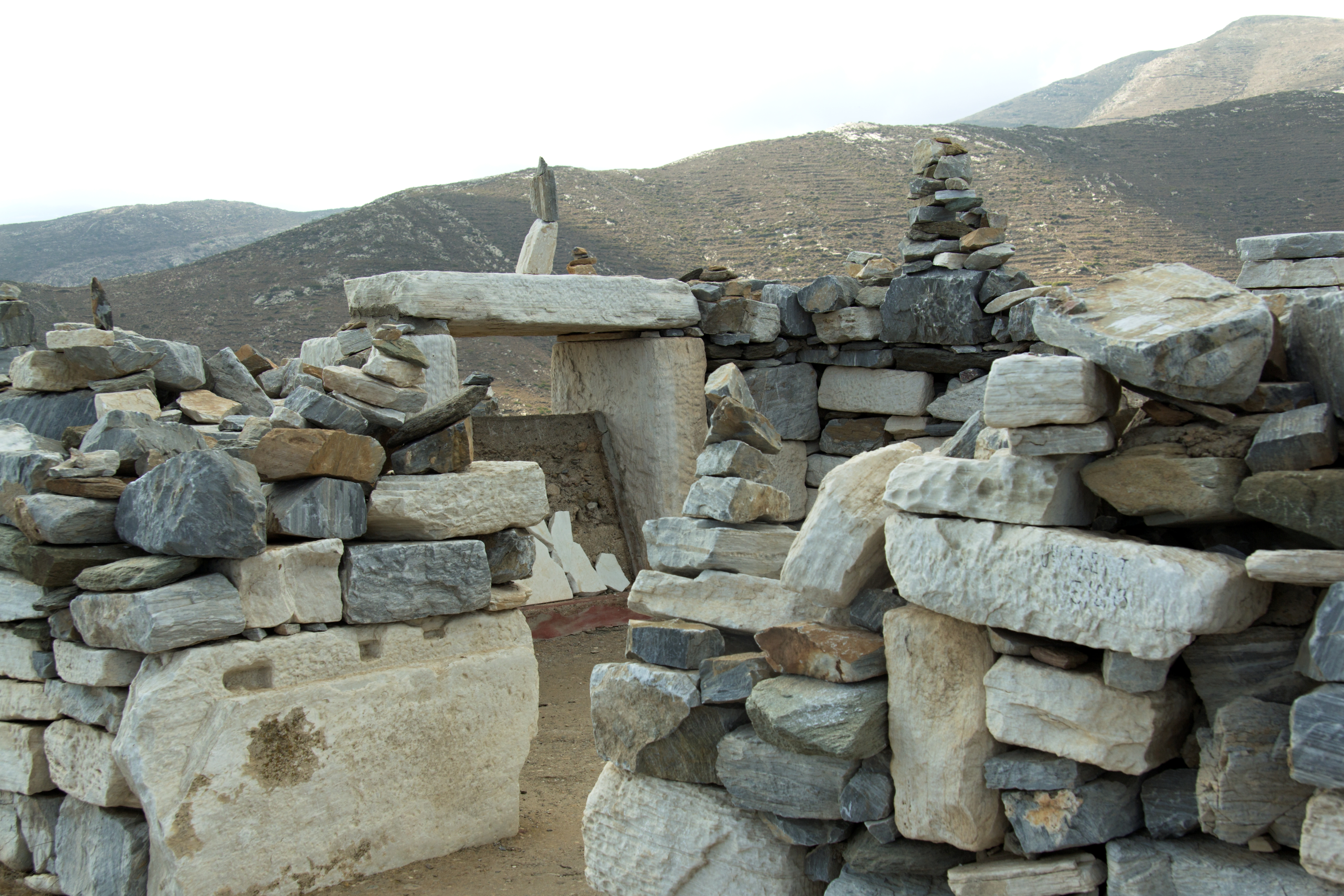
Tumba de Homero

Varias leyendas de la isla hablan de que la madre del poeta Homero, Creteidas, nació en Íos y él debió ser enterrado allí también. Su tumba ya había sido confirmada en la antigüedad cerca de la punta norte de la isla en el área alrededor de Plakoto. Sin embargo en la datación de la tumba hay una diferencia de tiempo de 600 años en relación con el siglo de la muerte de Homero. En 1771 el holandés Pasch van Krienen afirmó haber encontrado la tumba de Homero. Al abrir la tumba él observó como el esqueleto en cuestión de segundos se convirtió en polvo. Van Krienen llevó las losas de piedra de la tumba de Homero a la ciudad italiana de Livorno, donde luego desaparecieron misteriosamente.
Para los visitantes de la isla la pequeña tumba con un sistema fortificado está en una colina en la costa norte, es un destino popular y la razón probablemente por la cual los resultados de la datación son a menudo ocultados. Ya en la antigüedad fue muy utilizada por la población de la isla el mito del famoso poeta. Según el relato del animado escritor de viajes Pausanias cuenta la leyenda que estando Homero en Íos durante su camino hacia Atenas murió poco después de pena por verse incapaz de resolver un acertijo que le habían proporcionado los pescadores locales. La cabeza de Homero apareció en el diseño de la moneda local y un mes fue bautizado con su nombre en su honor en el calendario de la isla.

### Paleocastro
En el extremo norte de la isla están las ruinas del castillo veneciano de Paleocastro, datado en el siglo XV.

### Iglesias
La isla se dice que tiene 365 iglesias y capillas, tantas como los días del año. En lo alto de un monte en el centro de la isla está el monasterio de Hàgios Ioannis (San Juan).
Eclesiásticamente, su territorio es ahora parte de la metrópolis ortodoxa griega de Thera, Amorgos y las Islas, de la Iglesia de Grecia.

## Subdivisiones locales de Íos
Según el censo griego de 2011 en Ios viven 2084 personas, 1754 de ellas viven en Khora, lo que representa el 90% de la población. Desde la década de 1940 hasta principios de la década de 1970, hubo una reducción constante de la población de la isla. Las principales causas de este fenómeno son el movimiento migratorio, las condiciones epidemiológicas de la época y, en menor medida, la pérdida de hombres de entre 18 y 45 años durante la guerra.
Evolución demográfica de Íos
| Nombre        | Nombre griego | 1920 | 1928 | 1940 | 1951 | 1961 | 1971 | 1981 | 1991 | 2001 | 2011 |
| ------------- | ------------- | ---- | ---- | ---- | ---- | ---- | ---- | ---- | ---- | ---- | ---- |
| Íos           | Ίος           | 2053 | 1472 | 2041 | 1753 | 1343 | 1270 | 1362 | 1234 | 1632 | 1754 |
| Agia Theodoti | Αγία Θεοδότη  |      |      |      |      |      | -    | 5    | 78   | 8    | 12   |
| Epano Kambos  | Επάνω Κάμπος  |      |      |      |      |      | -    | -    | 42   | 38   | 57   |
| Koumbara      | Κουμπάρα      |      |      |      |      |      |      |      |      | 13   | 16   |
| Manganari     | Μαγγανάρι     |      |      |      |      |      | -    | 4    | 117  | 43   | 29   |
| Bouris        | Μπούρης       |      |      |      |      |      |      |      |      | 1    | 31   |
| Mylopotas     | Μυλοπότας     |      |      |      |      |      | -    | 71   | 107  | 75   |      |
| Psathi        | Ψάθη          |      | 75   |      |      |      | -    | 71   | 76   | 28   | 5    |
| Total         | Total         | 2154 | 1797 | 2041 | 1753 | 1343 | 1270 | 1451 | 1654 | 1838 | 2024 |

y las islas deshabitadas:
- Pentalidi (Πεταλίδι)
- Prasonisi
- Psanthonisi

## Economía

### Agricultura
Aunque la isla tiene un carácter montañoso en comparación con otras islas de las Cícladas, los valles de Epano Kambos y Kambos Kato en el noroeste, Manganari en el sur y Psathi Agia Theodoti en el este son zonas fértiles. Desde el siglo VI a.E se practica el cultivo en terrazas (πεζούλες) con bajos muros de piedra seca. Hasta hace unas décadas la base económica de la isla era la ganadería y la agricultura con el cultivo de cereales, olivos y vides. Hoy en día la producción agrícola se reduce a patatas, legumbres y cebada forrajera además de la recolección de miel y la elaboración de queso de cabra.

### Turismo

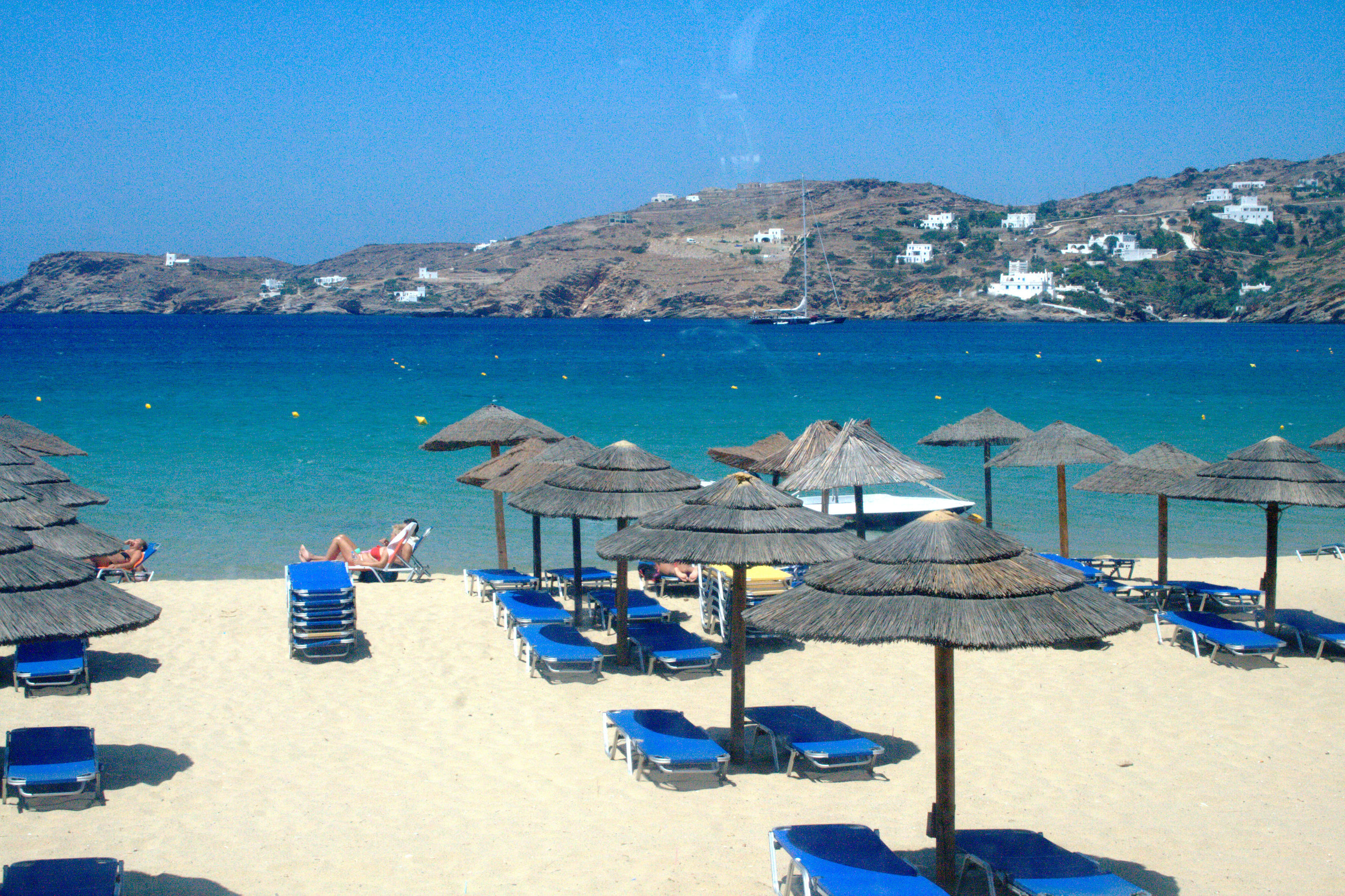
La popular playa de Milopotas en la isla de Íos

Desde la década de 1970 Íos está experimentando un auge en el turismo internacional aumentando así la población, que se mantiene constante en alrededor de 1500 habitantes y el fuerte éxodo rural ha podido ser detenido. En algunos días en pleno verano pueden llegar a concentrarse hasta 10 000 extranjeros en la isla. En su mayoría son jóvenes de todo el mundo que disfrutan de las hermosas playas (especialmente Milopotas) así como de una vida nocturna especialmente liberal. Íos, aparte de los turistas, está escasa y esporádicamente poblada tanto el interior como en las también hermosas playas de Manganari, Kalamos, Psathi y Theodoti.

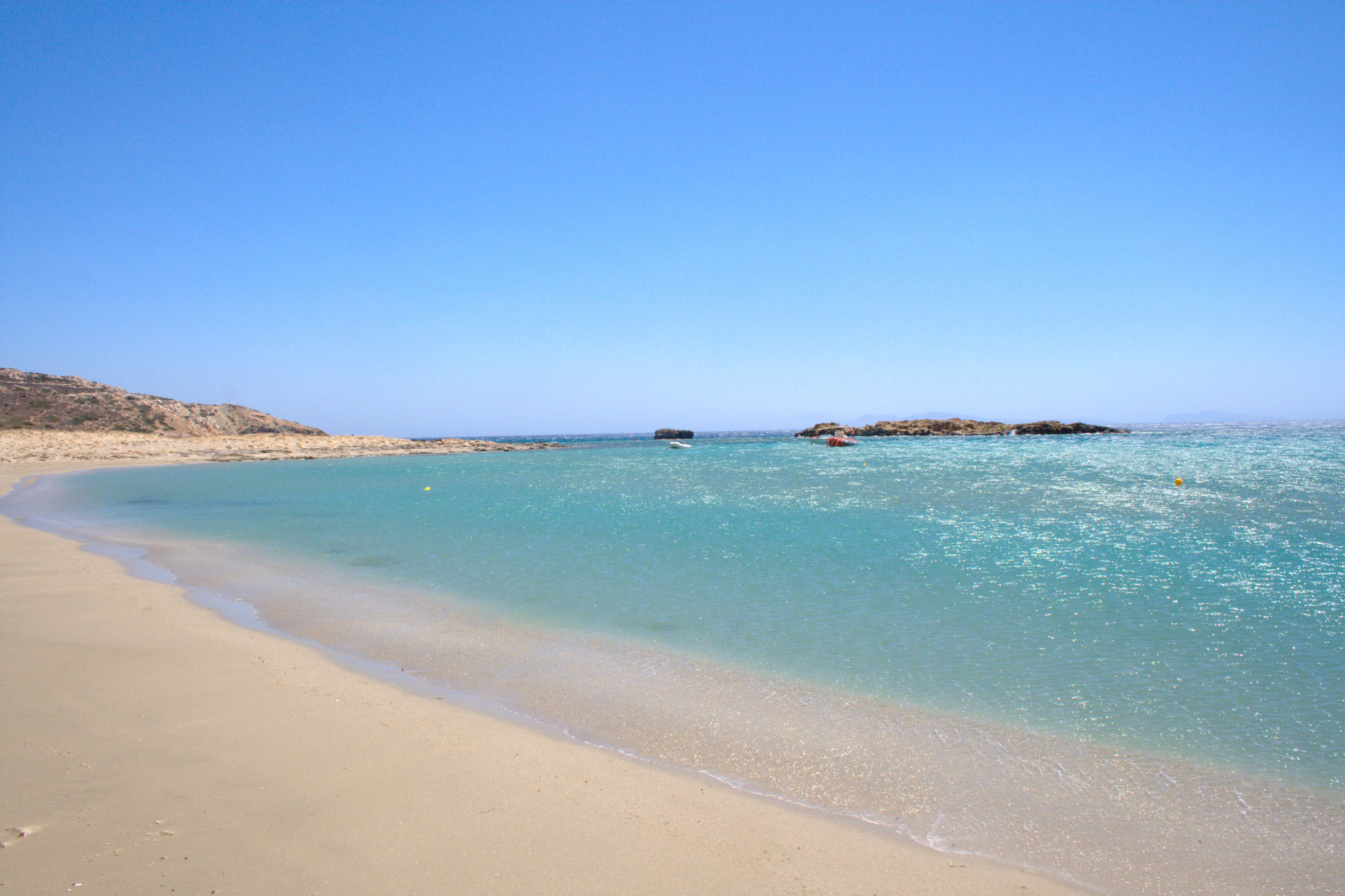
Playa de Manganari.

Desde mediados de la década de 1990 el gobierno local busca el desarrollo de la isla y está bien conectada con el puerto del Pireo mediante los ferris de las compañías BlueStar o Hellenic Seaways entre otras. Ha tenido éxito al recaudar fondos de la U.E para proyectos de carreteras y también para la construcción de un teatro. El arquitecto alemán Peter Haupt (fallecido en 2003) creó un anfiteatro escénico en la parte superior de la colina del pueblo. Desafortunadamente allí no se prodigan los eventos culturales. Si bien es posible descentralizar la estructura de carreteras de la isla, parece cuestionable. Aparte del puerto y el pueblo, con la amplia y concurrida playa de Milopotas al sudeste, Íos sólo dispone de unos pocos y discretos asentamientos pequeños donde se pueden alquilar habitaciones o apartamentos o elegir acampar. Únicamente existe un grupo de casas al fondo de las principales playas (Theodoti, Kalamos, Manganari), playas un poco difícil de alcanzar sin un medio de transporte (autobuses, motos, quads). Hoy en día la playa de Milopotas ha sido convertida en un resort turístico para masas al igual que Platys Gialos y Paradise Beach en Mykonos. 

#### Comida
La isla es famosa por sus quesos locales. Se elaboran principalmente en la lechería municipal utilizando leche de cabra u oveja. El más famoso es el "skotíri" (σκοτύρι), un queso agrio con olor a ajedrea de jardín. Los platos populares de Ios son el "tsimediá" (τσιμεντιά, flores de calabaza rellenas de arroz) y el "mermitzéli" (μερμιτζέλι, pasta hecha a mano con cebada).

## Educación
Hoy en día, en Ios operan las siguientes instituciones educativas: Guardería, Escuela de Primaria, Instituto de Secundaria con clases. La escuela de primaria tiene más de 100 niños y está ubicada en un edificio clásico en el centro de Khora.

## Gente notable

### Antigüedad
- Criteida, madre de Homero.

### Contemporáneos
- Spyridon Valetas (1779–1843), erúdito, miembro de Filikí Etería.
- Lakis Nikolaou (1949– ), futbolista.
- Jean-Marie Drot (1929-2015), escritor y cineasta que amó la isla y también fundó el Museo Jean Marie Drot en Ios.[14]

## Galería

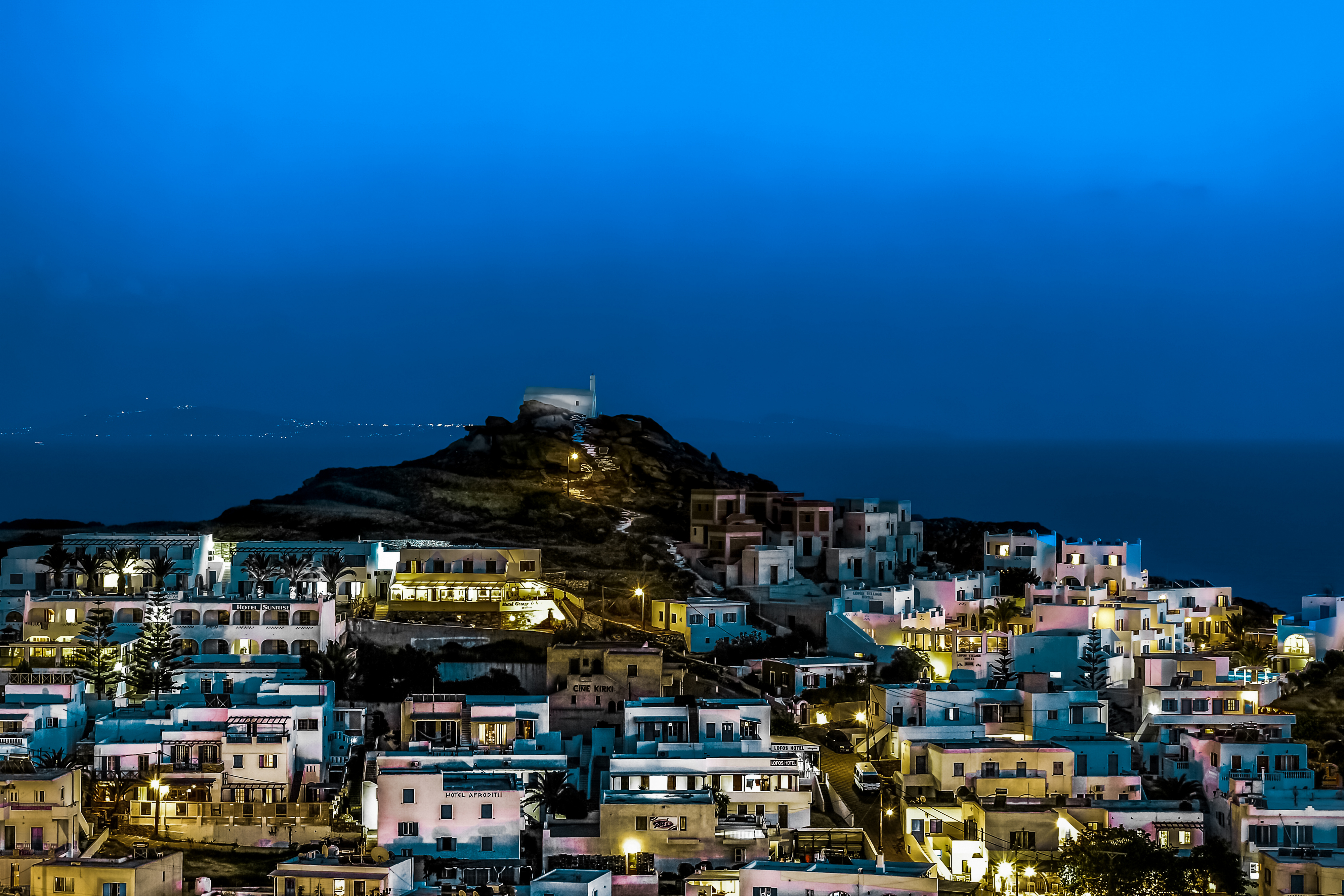
Vista nocturna de Ios
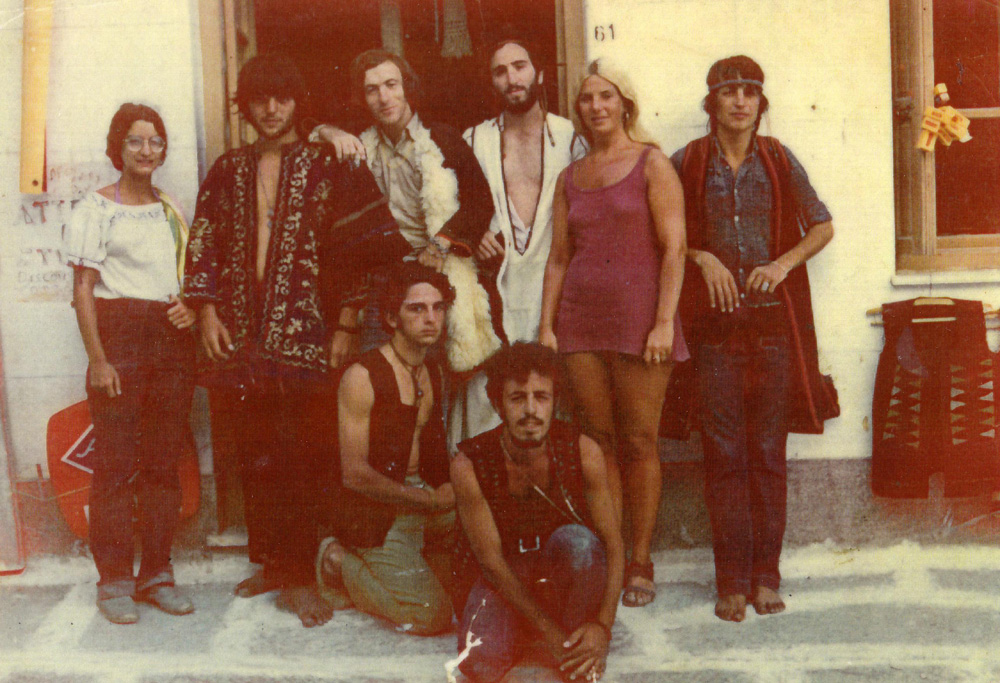
Jóvenes Hippies en Ios durante los 70
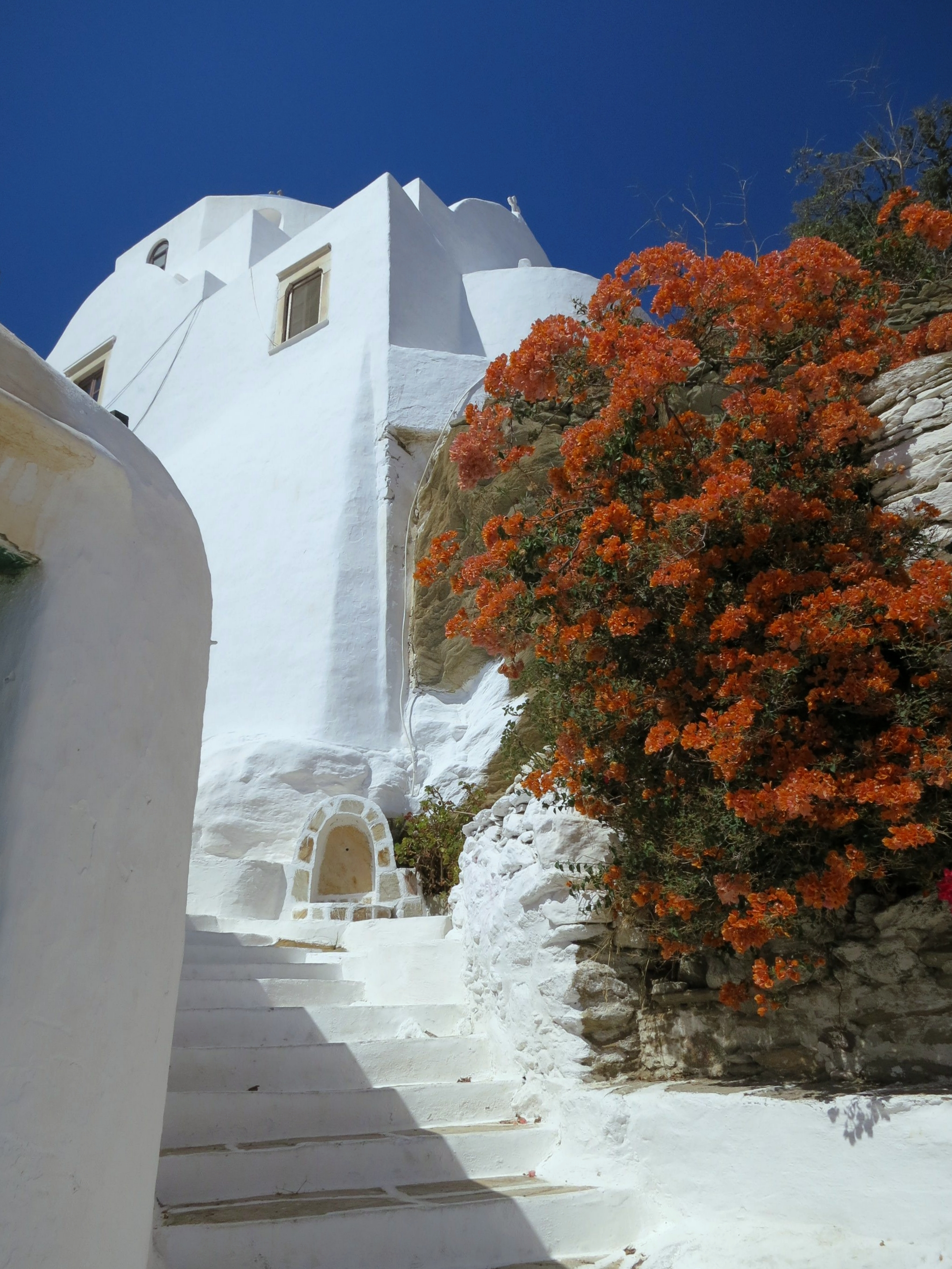
Escaleras en Khora, Ios
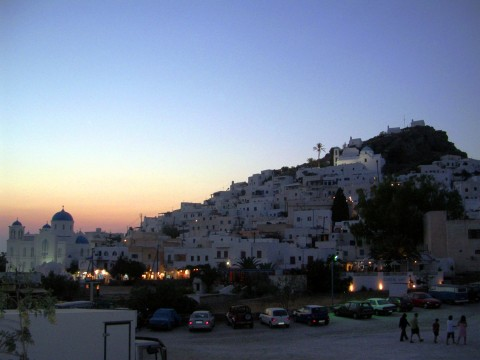
Puesta de sol en Ios
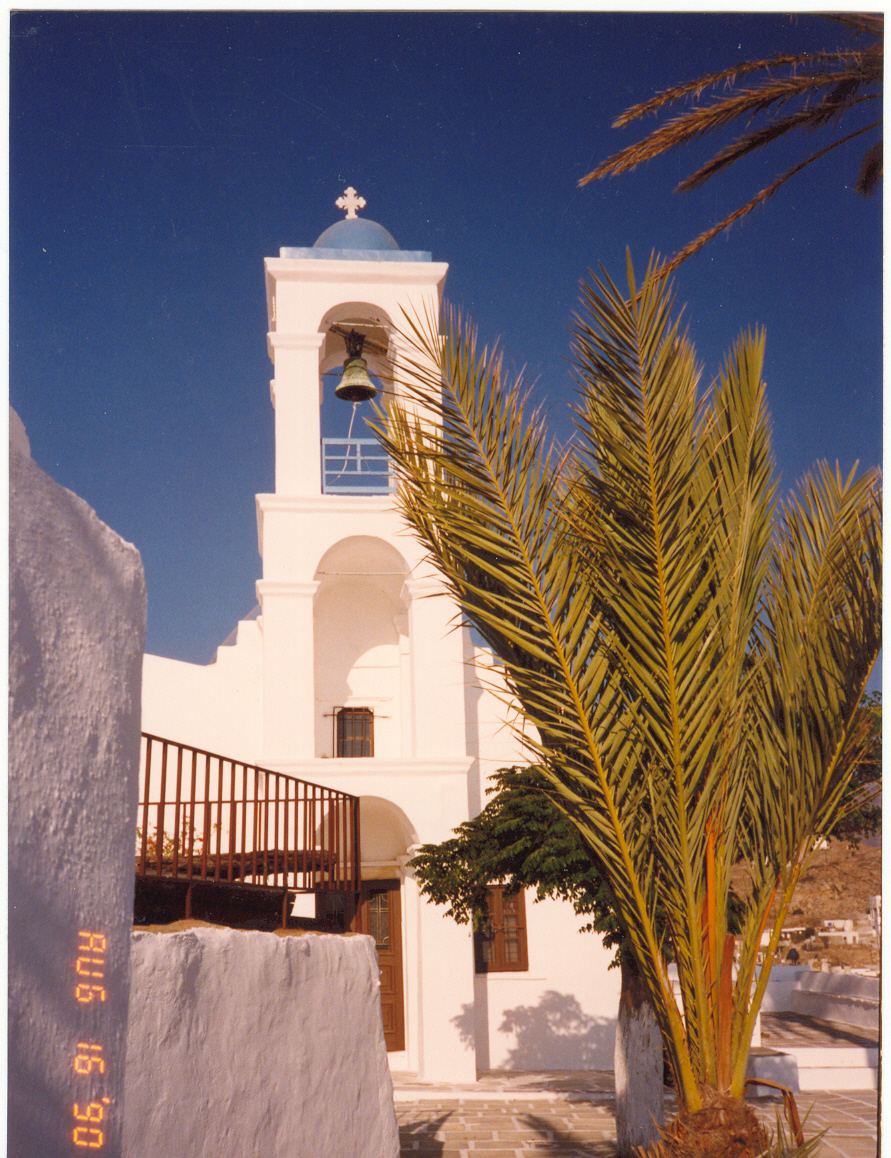
Iglesia de Ios
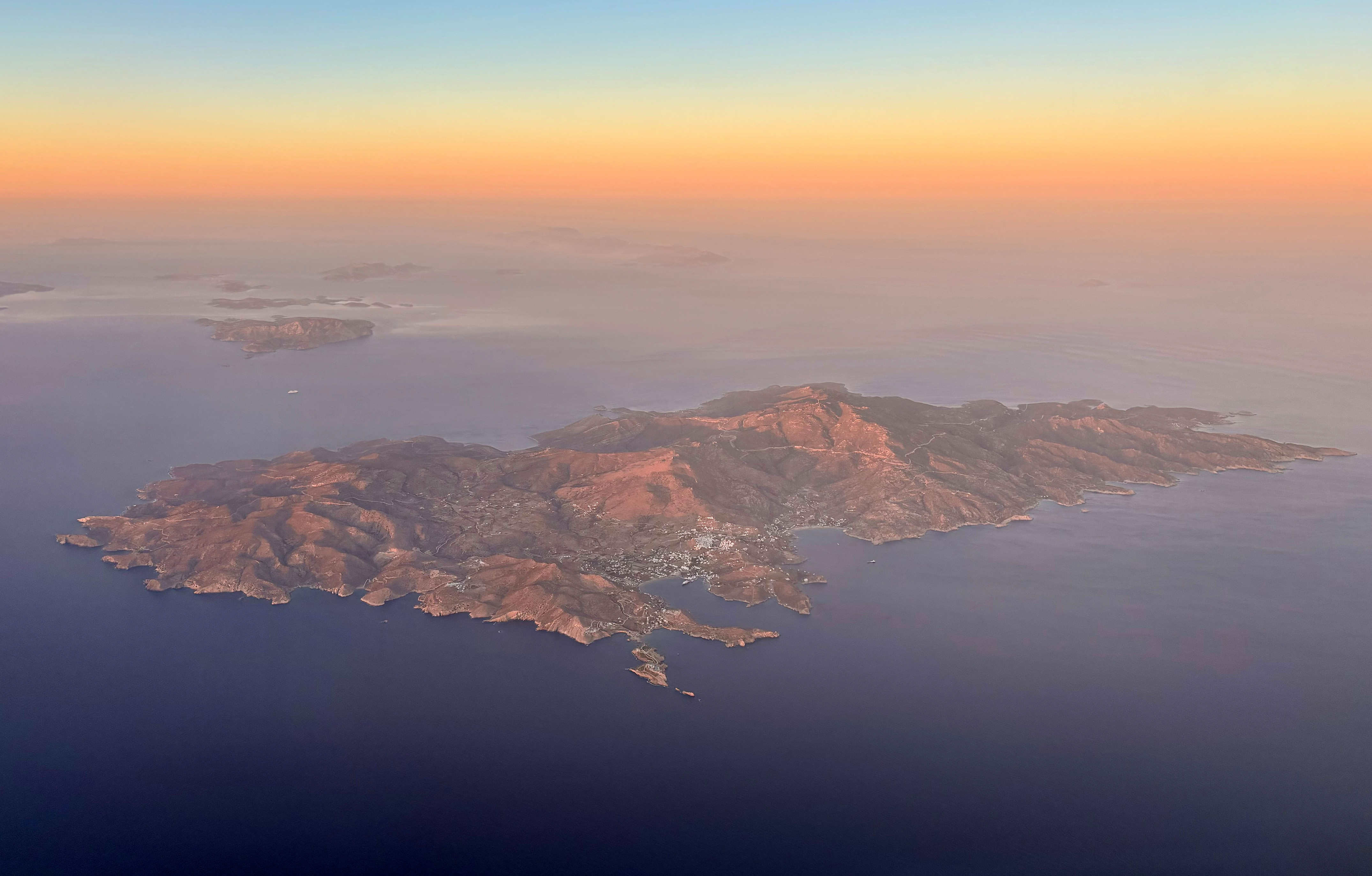
Vista aérea de Ios
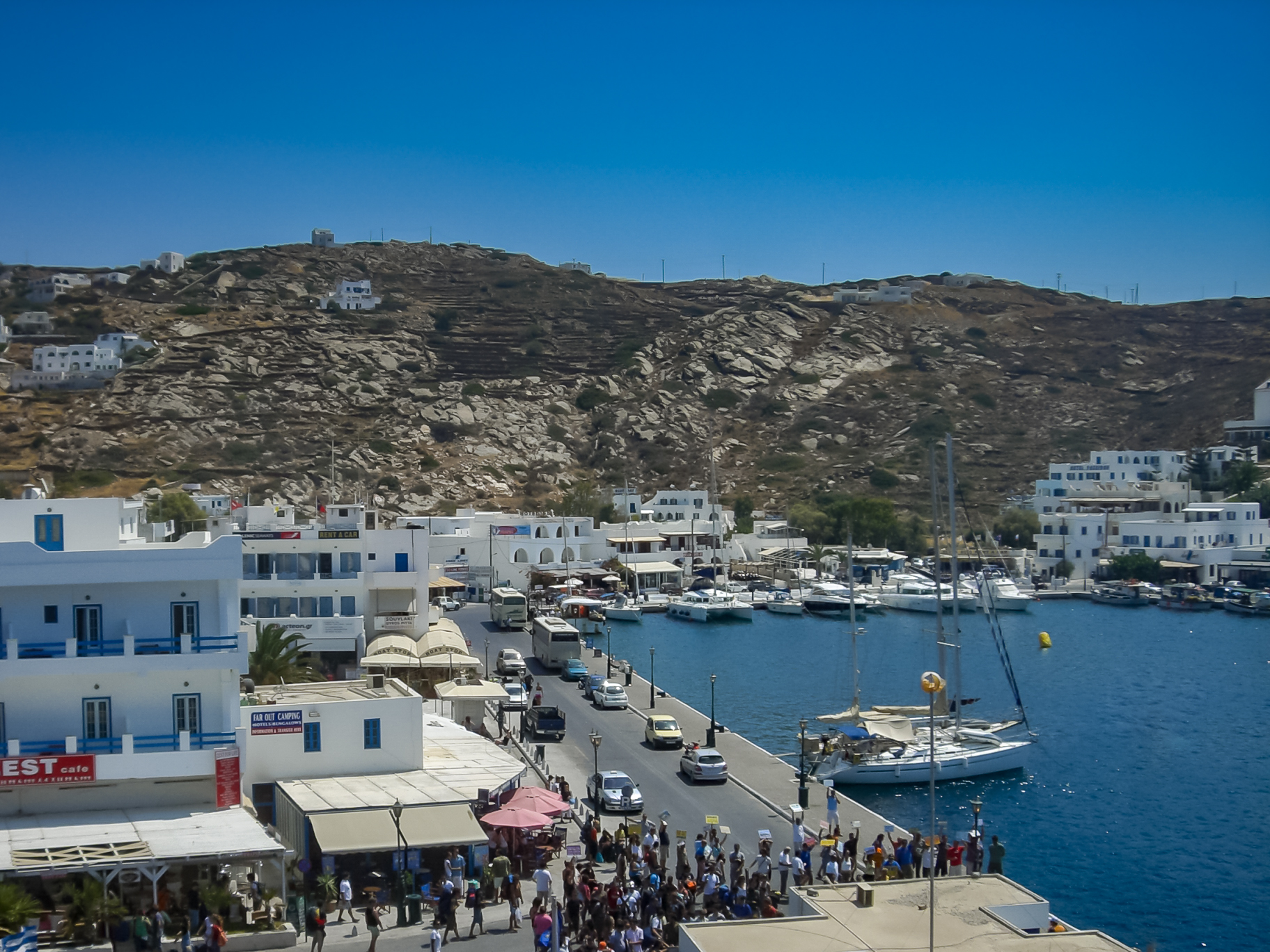
Puerto de Ios